# Deen Burbigo
Pour les articles homonymes, voir Deen.
Deen Burbigo, de son vrai nom Mikael Castelle, né le 2 juillet 1987 à Marseille, est un rappeur français.
Il est membre du collectif l'Entourage.

## Biographie
Fils d'un père militaire et d'une mère horticultrice, il grandit au Pradet et intègre la maison des jeunes et de la culture (MJC) de la ville où il travaille ses premiers textes sous le nom d'Ahmadeen. Il fait partie de plusieurs groupes comme La Relève, Retorist, puis le collectif Guerilla Music, actifs sur la scène locale,.
Installé à Paris depuis 2008, après l'obtention à Toulon d'un baccalauréat littéraire, il poursuit ses études par une licence d'histoire à l'université Paris IV-Sorbonne. Il participe à des « battles de rap » nommées Rap Contenders diffusées sur YouTube,. Il intègre également le collectif Eurostreet Mouvement avec lequel il fera la première partie du rappeur américain Talib Kweli.
Il est membre du collectif L'Entourage, avec lequel il a notamment fait l'Olympia.
Son nom de scène, Burbigo (« Beur-Bigo »), est une référence au téléphone arabe, tandis que Deen est une référence à son ancien nom de scène, Ahmadeen.
C'est aussi l'un des créateurs du label indépendant Saboteur Records, avec Eff Gee.

## Discographie

### Albums Studio
- 2017 : Grand Cru

### Avec L'Entourage
- Jeunes entrepreneurs (2014)

### Avec Saboteur Records
- Saboteur Mixtape, Volume 1 (2022)